# Martin Odersky
Martin Odersky (sinh ngày 5 tháng 9 năm 1958) là nhà khoa học máy tính người Đức và giáo sư phương pháp lập trình tại École Polytechnique Fédérale de Lausanne, Thụy Sỹ. Ông tập trung nghiên cứu về ngôn ngữ lập trình, phân tích mã code, hệ thống kiểu, và đặc biệt là nghiên cứu về sự tích hợp giữa hai mẫu hình lập trình là lập trình hướng đối tượng và lập trình hàm. Ông cho rằng, hai mẫu hình này không khác gì hai mặt của đồng xu, và chúng nên được hòa làm một nhiều nhất có thể. Chính vì thế, ông đã thử nghiệm và sáng tạo nhiều ngôn ngữ thiết kế, như Pizza, Generic Java (đã được tích hợp thẳng vào Java thành trình biên dịch javac), và đặc biệt là Scala. Đây là một ngôn ngữ có sự kết hợp giữa hai mẫu hình lập trình: hướng đối tượng và hàm.
Odersky hoàn thành khóa luận tiến sĩ tại ETH Zurich năm 1989 dưới sự hướng dẫn của Niklaus Wirth, cha đẻ của Pascal. Sau đó ông làm nghiên cứu sinh sau tiến sĩ tại IBM và Yale vào năm 1989 và 1991. Sau nhiều năm giảng dạy tại đại học Karlsruhe, Đức và đại học South Australia, ông về EPFL làm giáo sư từ năm 1999. Ông hiện là viện sĩ Hiệp hội cơ học máy tính.
Năm 2011, Odersky và các cộng sự cho ra đời Typesafe Inc. (sau đổi thành Lightbend Inc.), một công ty chuyên đào tạo, cung cấp dịch vụ về Scala cũng như máy ảo Java. Các nền tảng phụ trợ quan trọng cho Scala như Akka, sbt và Play Framework đều thuộc Lightbend.
Ngoài ra, Odersky còn giảng dạy hai khóa học trực tuyến mở tại Coursera: Functional Programming Principles in Scala và Functional Program Design in Scala.

## Liên kết ng
- Website chính thức
- Interview with Martin Odersky about Scala Dr. Dobb's, 2011
- Martin Odersky on the Future of Scala, Interview by Sadek Drobi on Jan 10, 2012
- Biographical notice, EPFL website
- Publications Lưu trữ ngày 10 tháng 9 năm 2012 tại Wayback Machine
- Blog at Lightbend